# Meg 2: Głębia
Meg 2: Głębia (ang. Meg 2: The Trench) – amerykańsko-chiński fantastycznonaukowy film akcji z 2023 roku w reżyserii Bena Wheatleya, będący adaptacją powieści The Trench Steve'a Altena. Kontynuacja filmu Meg z 2018 roku.

## Fabuła
Po kilku latach od pokonania zbiegłych z Rowu Mariańskiego rekinów megalodonów, komandor Jonas Taylor bierze udział w ekspedycji naukowej organizowanej przez brata jego dziewczyny Suyin, Jiuminga Zhanga. Zhang pragnie odnaleźć w głębinach więcej rekinów, by móc je badać; niestety, w wyniku sabotażu wyprawy i wynikłego chaosu, kilka rekinów oraz innych prehistorycznych drapieżników ponownie ucieka z Rowu i zaczyna terroryzować okoliczne wody. Taylor znów musi stawić czoła niebezpiecznym zwierzętom, a także chciwej korporacji wydobywczej.

## Obsada
| Rola                  | Aktor                 | Polski dubbing       |
| --------------------- | --------------------- | -------------------- |
| komandor Jonas Taylor | Jason Statham         | Przemysław Bluszcz   |
| dr Jiuming Zhang      | Wu Jing               | Krzysztof Cybiński   |
| Meying                | Shuya Sophia Cai      | Małgorzata Prochera  |
| Mac                   | Cliff Curtis          | Piotr Grabowski      |
| DJ                    | Page Kennedy          | Wojciech Żołądkowicz |
| Jess                  | Skyler Samuels        | Agata Różycka        |
| Montes                | Sergio Peris-Mencheta | Przemysław Glapiński |
| Rigas                 | Melissanthi Mahut     | Zuzanna Saporznikow  |
| Curtis                | Whoopie Van Raam      | Lidia Sadowa         |
| Sal                   | Kiran Sonia Sawar     | Natalia Kujawa       |
| Lance                 | Felix Mayr            | Mateusz Kwiecień     |
| Driscoll              | Sienna Guillory       | Paulina Holtz        |

## Odbiór

### Wyniki finansowe
W pierwszy weekend po premierze film zarobił nieco ponad 30 mln dolarów w samych Stanach Zjednoczonych i około 53 mln w Chinach.
Wpływy z całego świata wyniosły ponad 350 mln dolarów.

### Recenzje
Film spotkał się z mieszanym odbiorem ze strony krytyków i widzów; w serwisie Metacritic uzyskał wynik 41/100, biorąc pod uwagę recenzje dziennikarzy, natomiast widzowie wystawili średnią ocenę 5,4/10. Agregator Rotten Tomatoes uznał 30% opinii krytyków za pozytywne, podczas gdy wśród widzów wartość ta wyniosła 73%.